# Queer Lion

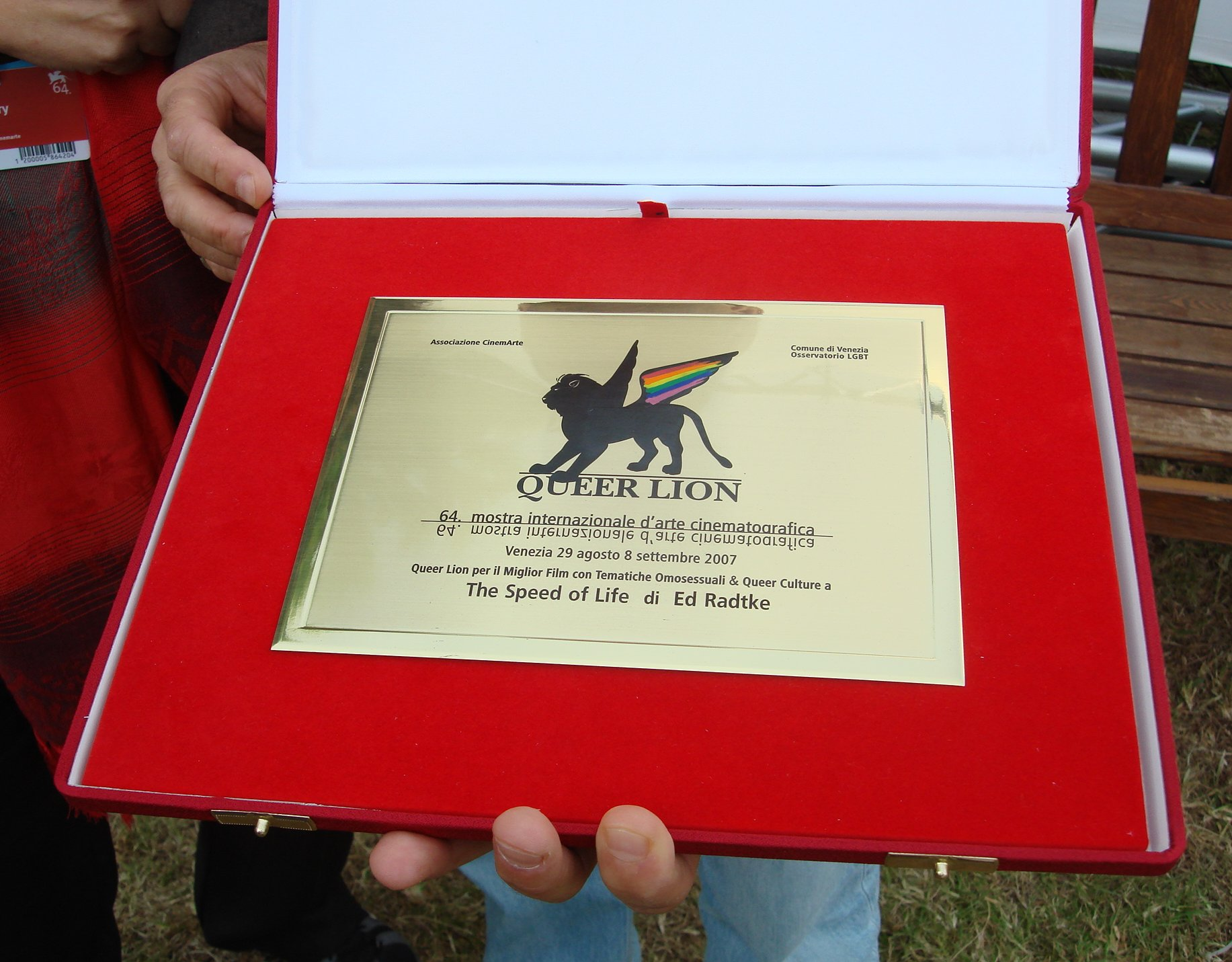
Cena pro film The Speed of Life

Queer Lion (italsky Leone Queer) je ocenění v oblasti kinematografie s gay, lesbickou, bisexuální a transgender tematikou, které je od roku 2007 udělováno v rámci mezinárodního filmového festivalu v Benátkách. Oceněn je jeden z filmů, které jsou v daném ročníku účastny v oficiální nebo paralelních sekcích.

## Historie
U příležitosti 64. ročníku Benátského filmového festivalu rozhodl tehdejší festivalový prezident Marco Müller udělovat novou cenu – Leone Queer čili Queer Lion. Předsedou první poroty v roce 2007 se stal britský herec a gay aktivista Alan Cumming.

## Cena
O cenu se ucházejí všechny filmy, které jsou uvedeny v hlavní či souběžných sekcích festivalu a zobrazují téma LGBT (a to i ve vedlejší roli).
Název ceny je odvozen od hlavní ceny festivalu Zlatého lva a představuje zlatou plaketu s černým okřídleným benátským lvem, který má na křídlech barvy typické pro duhovou vlajku. O vítězi rozhoduje mezinárodní porota.

## Ocenění
2007
- The Speed of Life – režie: Ed Radtke,  Spojené státy americké
  - zvláštní ocenění: Sleuth – režie: Kenneth Branagh,  Spojené království

2008
- Un altro pianeta – režie: Stefano Tummolini,  Itálie

2009
- A Single Man – režie: Tom Ford,  Spojené státy americké
  - čestný Queer Lion: Ang Lee

2010
- En el futuro – režie: Mauro Andrizzi,  Argentina

2011
- Wilde Salome – režie: Al Pacino,  Spojené státy americké

2012
- The Weight – režie: Jeon Kyu-hwan,  Jižní Korea

2013
- Philomena – režie: Stephen Frears,  Spojené království

2014
- Les Nuits d'été – režie: Mario Fanfani,  Francie

2015
- Dánská dívka – režie: Tom Hooper,  Spojené království

2016
- Kamenné srdce – režie: Guðmundur Arnar Guðmundsson,  Island

2017
- Marvin – režie: Anne Fontaine,  Francie

2018
- José – režie: Li Cheng,  Guatemala /  Spojené státy americké

2019
- El Príncipe – režie: Sebastián Muñoz,  Chile